# Sarah-Jane Redmond
Sarah-Jane Redmond (Cipro, ...) è un'attrice inglese naturalizzata canadese.
Prima di trasferirsi (all'età di dieci anni) in Canada viaggiò molto con i suoi genitori. Sarah-Jane ha frequentato per sei anni i Dancemakers Studios a Toronto.

## Filmografia

### Cinema
- Generazione perfetta (Disturbing Behaviour), regia di David Nutter (1998)
- Suspicious River, regia di Lynne Stopkewich (2000)
- Hellraiser: Hellseeker, regia di Rick Bota (2002)
- Quattro amiche e un paio di jeans (The Sisterhood of the Traveling Pants), regia di Ken Kwapis (2005)
- Taming Tammy, regia di Tracy D. Smith (2007)
- X-Files - Voglio crederci (The X-Files: I Want to Believe), regia di Chris Carter (2008)
- Case 39, regia di Christian Alvart (2009)
- Smile of April, regia di Sabrina B. Karine e Jessica Brajoux (2009)
- 30 giorni di buio II (30 Days Of Night: Dark Days), regia di Ben Ketai (2010)
- The 9th Life of Louis Drax, regia di Alexandre Aja (2016)

### Televisione
- X-Files (The X-Files) – serie TV, episodi 2x12-5x09 (1995-1998)
- Oltre i limiti (The Outer Limits) – serie TV, episodi 2x05-5x17 (1996-1999)
- Sleepwalkers – serie TV, episodio 1x02 (1997)
- Millennium – serie TV, 6 episodi (1997-1999)
- Poltergeist (Poltergeist: The Legacy) – serie TV, episodio 3x02 (1998)
- Cold Squad - Squadra casi archiviati (Cold Squad) – serie TV, episodio 2x03 (1998)
- Da Vinci's Inquest – serie TV, 75 episodi (1998-2005)
- Harsh Realm – serie TV, 4 episodi (1999-2000)
- Dark Angel – serie TV, episodio 1x01 (2000)
- Il richiamo della foresta (Call of the Wild) – serie TV, episodio 1x12 (2000)
- Smallville – serie TV, 12 episodi (2001-2007)
- Battiti Mortali (Dead in a Heartbeat), regia di Paul Antier – film TV (2002)
- Taken – miniserie TV, episodio 4 (2002)
- Viaggio nel mondo che non c'è (A Wrinkle in Time), regia di John Kent Harrison – film TV (2003)
- Andromeda – serie TV, episodi 3x20-3x22 (2003)
- The Collector – serie TV, episodio 2x06 (2005)
- Chasing Christmas, regia di Ron Oliver – film TV (2005)
- The Dead Zone – serie TV, episodio 5x09 (2006)
- The L Word – serie TV, episodi 3x12-4x01 (2006-2007)
- Kyle XY – serie TV, episodi 1x09-1x10-2x01 (2006-2007)
- Falcon Beach – serie TV, episodio 2x04 (2007)
- Pioggia di fuoco (Anna's Storm), regia di Kristoffer Tabori – film TV (2007)
- BloodRayne 2 (BloodRayne 2: Deliverance), regia di Uwe Boll – film TV (2007)
- Harper's Island – serie TV, episodi 1x01-1x07-1x13 (2009)
- Le ragazze del Campus (Sorority Wars), regia di James Hayman – film TV (2009)
- Supernatural – serie TV, episodi 5x08-11x04 (2009-2015)
- V – serie TV, episodio 1x09 (2010)
- Life Unexpected – serie TV, episodi 2x04-2x09-2x11 (2010)
- True Justice – serie TV, episodio 1x01 (2010)
- Fringe – serie TV, episodio 3x15 (2011)
- R. L. Stine's The Haunting Hour – serie TV, episodi 1x17-4x05 (2011-2014)
- Emily Owens, M.D. – serie TV, episodio 1x03 (2012)
- Arrow – serie TV, episodio 1x06 (2012)
- Motive – serie TV, episodio 1x08 (2013)
- Cult – serie TV, episodio 1x08 (2013)
- King & Maxwell – serie TV, episodio 1x06 (2013)
- C'era una volta nel Paese delle Meraviglie (Once Upon a Time in Wonderland) – serie TV, episodio 1x05 (2013)
- Almost Human – serie TV, episodio 1x08 (2014)
- Psych – serie TV, episodio 8x04 (2014)
- iZombie – serie TV, episodi 1x02-1x04-1x06 (2015)
- Unreal – serie TV, episodio 1x04 (2015)
- Cedar Cove – serie TV, 6 episodi (2015)
- The Good Doctor – serie TV, episodio 1x16 (2018)
- Le terrificanti avventure di Sabrina (Chilling Adventures of Sabrina) – serie TV, 4 episodi (2018)
- Siren – serie TV, 21 episodi (2018-2020)
- The 100 – serie TV, 5 episodi (2019)
- La caduta della casa degli Usher (The Fall of the House of Usher) – miniserie TV (2023)

## Doppiatrici italiane
Nelle versioni in italiano delle opere in cui ha recitato, Sarah-Jane Redmond è stata doppiata da:
- Cinzia De Carolis in X-Files (ep. 5x09)
- Laura Cosenza in Smallville
- Alessandra Korompay in Fringe
- Emanuela Rossi in Motive
- Stefanella Marrama in Psych
- Chiara Salerno in iZombie
- Alessandra Chiari in The Good Doctor
- Sabrina Duranti in Siren
- Barbara Castracane in The 100
- Valentina De Marchi ne La caduta della casa degli Usher